# آرنو بوچ
 آرنو بوچ (انگلیسی: Arnaud Boetsch؛ زاده ۱ آوریل ۱۹۶۹) یک تنیس‌باز اهل فرانسه است.